# Henri Maldiney
 (février 2020).
Henri Maldiney, né le 4 août 1912 à Meursault en Côte-d'Or et mort le 6 décembre 2013 à Montverdun (dans la Loire), est un philosophe français.

## Biographie
Henri Maldiney est élève en khâgne au lycée à Lyon, puis admis à l'École normale supérieure en 1933. Il obtient l'agrégation de philosophie en 1938. Il est nommé professeur de philosophie au lycée de Briançon. Il est prisonnier en Allemagne pendant la Seconde Guerre mondiale. À son retour de captivité, il est nommé d'abord à l'Institut des hautes études de Gand, puis à l'université de Lyon où il enseigne la psychologie, la philosophie générale et l’esthétique. Il meurt en 2013.

## Son épouse Elza, peintre
Elza Vervaene est née à Melle en Belgique le 1° octobre 1915. Elle étudie aux Beaux-Arts de Gand et deviendra artiste peintre.
Professeur à Gand, Henri Maldiney rencontre Elza en 1947, lors d’une exposition où elle expose en compagnie d’autres artistes. Le couple fréquente les peintres Pierre Tal Coat et Jean Bazaine. Ils se marient à Gand le 4 octobre 1958 et s’installent à Lyon où Henri Maldiney enseigne à l'université. Elza continue de peindre mais n’expose plus.
Ils achètent en 1974 une maison à Saint-Paul-de Vézelin dans la Loire. Ils décéderont tous deux à l’âge de 101 ans à l’EHPAD de Montverdun dans la Loire, lui le 6 décembre 2013, elle le 8 octobre 2016. Ils reposent au cimetière de Saint-Paul-de Vézelin.

## Activités scientifiques
Influencé entre autres par Husserl, Martin Heidegger, Binswanger, il est l'un des représentants de la phénoménologie en France. Il questionne notamment les conditions de l'existence comme ouverture à l'Être. Ses concepts de transpassibilité et transpossibilité sont particulièrement utiles aux psychothérapeutes[réf. nécessaire]. Ses champs de réflexion concernent la maladie mentale comme fléchissement des modalités d'existence, l'art (surtout la peinture), la psychiatrie (notamment la psychopathologie) et la philosophie.
Nourrissant sa réflexion de la psychiatrie comme lieu d'expression de l'humain, il a influencé en retour nombre de psychiatres, de philosophes et d'artistes dont certains furent de ses amis : Jean Oury, Jacques Schotte, Marc Richir, Jacques Garelli, Pierre Tal Coat, André du Bouchet, François Aubrun.[réf. nécessaire]

## Publications
- 1945- La Dernière Porte in: Cahiers publiés par des prisonniers et déportés., Paris, Boivin
- 1947- L’Homme Nietzschéen in: Les Grands Appels de l’Homme Contemporain., Paris, édition du Temps Présent
- 1949- Introduction à Tal-Coat in: Les Temps Modernes, no 50
- 1949- Jean Bazaine- La mort des prétendants in: Derrière le Miroir, no 23
- 1950- Georges Braque in: Derrière le Miroir, no 25-26
- 1953- Le faux dilemme de la peinture: Abstraction ou Réalité in: Revue de l’Université de Bruxelles, no 5
- 1953- Joan Miró in: Le Disque Vert, juillet-aout
- 1954- Tal-Coat in: Derrière le Miroir, no 64
- 1956- Tal-Coat in: XXe siècle, no 7
- 1956- Bazaine in: Prisme des Arts, no 7
- 1958-1959- Pierre Lachièze-Rey, in Memoriam in: Kant-Studien, vol. 50
- 1959- Tal-Coat 1959 in: Derrière le Miroir, no 114
- 1961- Comprendre in: Revue de Métaphysique et de Morale, no 1-2
- 1963- Les dévoilement des concepts fondamentaux de la psychologie à travers la Daseinsanalyse de Ludwig Binswanger in: Archives suisse de neurologie, neurochirurgie et de psychiatrie, vol. 92
- 1964- La Fondation Maeght à Saint-Paul-de Vence in: Derrière le Miroir, no 148
- 1965- Tal-Coat 1965 in: Derrière le Miroir, no 153
- 1966- Die Entdeckung der ästhetischen Dimension in der Phänomenologie von Erwin Straus in: Erwin Straus: Conditio Humana, Springer, Berlin-New York
- 1968- L’Esthétique des Rythmes in: Les Rythmes, Lyon
- 1970-  François Aubrun, peintures récentes, Éditions de Beaune, Paris
- 1971- En collaboration avec Roland Kuhn, Préface à: Ludwig Binswanger, Introduction à l’analyse Existentielle, Paris, éd. de Minuit
- 1973- Regard Parole Espace, L’Âge d’homme, Lausanne. Premier livre publié, à l'âge de 61 ans. Réédité en 2012 aux Editions du Cerf
- 1974- Le legs des choses dans l’œuvre de Francis Ponge, L’Âge d’homme, Lausanne
- 1975- Aitres de la langue et demeures de la pensée, L’Âge d’homme, Lausanne
- 1976- Psychose et Présence, Revue de métaphysique et Morale, no 4
- 1976- Pulsion et présence, in Psychanalyse à l’université, tomo 2, no 5
- 1985- Art et existence, Klincksieck, Paris
- 1987- Une phénoménologie à l’impossible : la poésie, in Études phénoménologiques, Louvain
- 1988- In media vita, Comp'Act, Seyssel
- 1988- Chair et verbe dans la philosophie de Merleau-Ponty, in Merleau-Ponty, le psychique et le corporel, Aubier, Paris
- 1989- L’existence en question dans la dépression et dans la mélancolie, in L’Évolution psychiatrique, 54
- 1990- Crise et temporalité dans l’existence et la psychose, in Empreintes et figures du temps, éd. Erés, Toulouse
- 1990- La Dimension du contact au regard du vivant et de l’existant, in Le contact, ed. J. Schotte, Bruxelles
- 1991- Vers quelle phénoménologie de l’art?, in La part de l’œil, no 7
- 1991- Penser l’homme et la folie, Millon, Grenoble
- 1993- L’Art, l’éclair de l’être, Comp' act, Seyssel
- 1993- Le Vouloir-dire de Francis Ponge, encre marine, Fogère, 42220 La Versanne
- 1995- Aux déserts que l’histoire accable: l’art de Pierre Tal-Coat, Deyrolle, Cognac
- 1997- Avènement de l'œuvre, Théétète éditions, Saint Maximin
- 2000- ouvrir le rien l'art nu, encre marine, Fogère, 42220 La Versanne
- 2001- existence : crise et création, encre marine, Fogère, 42220 La Versanne
- 2022- Espace Rythme Forme, Paris, Les Éditions du cerf